# Dimbokro
Dimbokro er en by i det sydlige Elfenbenskysten. Denn er sæde for både distriktet Lacs  og N'Zi regionen. Den er også sæde for og et underpræfektur og for Dimbokro departementet og en kommune.
Byen ligger langs floden N'Zi, cirka 50 km sydøst for Elfenbenskystens officielle hovedstad, Yamoussoukro. Dimbokro er forbundet med både vej og jernbane fra landets kommercielle hovedstad og de facto politiske hovedstad Abidjan der ligger ved kysten. Bortset fra en tekstilfabrik er byen af begrænset størrelse og økonomisk betydning. Dimbokro er ellers kendt som fødestedet for landets nuværende præsident, Alassane Ouattara og den reggaestjernen Alpha Blondy.

## Transport
Dimbokro betjenes af Dimbokro Lufthavn og af en station på det nationale jernbanesystem.
En jernbanebro over Nzifloden nær Dimbokro kollapserede den 6. september 2016.
I 2014 var befolkningen i underpræfekturet Dimbokro på 64.957 mennesker.

## Byer og landsbyer
De 24 byer og landsbyer i underpræfekturet Dimbokro og deres befolkning i  2014 er:
1. Ahouniassou (596)
2. Ahua (2.218)
3. Akessemossou (401)
4. Alloko-Kouakoukro (78)
5. Andianou (300)
6. Bassa-Yobouébo (541)
7. Dimbokro (48.860)
8. Ebimolossou (2.022)
9. Faiteassou (201)
10. Kadjabo (488)
11. Kangrassou-Eluibo (945)
12. Kangrassou-M'brizuénouan (104)
13. Kangrassou-Yobouébo (230)
14. Koffi-Ahoussouko (418)
15. Koffi-Kouadiokro (36)
16. Kolibo (268)
17. Krokokro (560)
18. Niamassou (544)
19. Sokro (92)
20. Soungassi (573)
21. Soungassou (1.833)
22. Tangoumanssou (1.486)
23. Troumabo (1.486)
24. Wawérénou (677)

## References
1. ↑  RGPH-2021 RÉSULTATS GLOBAUX (fra Wikidata).
2. ↑  "Niger to Ivory Coast rail link lays tracks for African infrastructure expansion". The Guardian. 19. august 2013. Arkiveret fra originalen 22. juli 2023.
3. ↑  Railways Africa Nzi River bridge
4. 1 2  "RGPH 2014, Répertoire des localités, Région N'Zi" (PDF). ins.ci. Hentet 5. august 2019.

- Wikimedia Commons har flere filer relateret til Dimbokro